# Manuel Broseta Pont
Manuel Broseta Pont (Banyeres de Mariola, l'Alcoià, 13 d'octubre de 1932 - Ciutat Universitària, Pla del Real, València, 15 de gener de 1992) va ser un jurista i polític valencià.
Entre les seues obres, destaca un Manual de Dret Mercantil (1971, primera edició) que encara actualment continua reeditant-se. També s'ha publicat l'obra de caràcter biogràfic i documental: Manuel Broseta Pont. Imágenes de una vida. Edició de Bruno Broseta Dupré, València: Diputació de València, 2003, 330 pàg., il·lustracions.

## Biografia
El seu pare, Manuel Broseta, era de València ciutat, d'ofici ebenista, per les seues idees socialistes fou desterrat a Banyeres de Mariola on va continuar vinculat a la política i exercint el seu ofici, i en aquest poble es casà i nasqueren els seus fills.
Va cursar els estudis de Batxiller a l'Institut d'Ensenyament Mitjà Lluís Vives de València, i posteriorment estudia Dret a la Universitat de València on es va llicenciar el 1955. Participa activament en la vida universitària, s'implica ja com a degà de la Facultat de Dret en la lluita contra la repressió del franquisme. És processat i absolt pel Tribunal d'Ordre Públic (TOP) a causa dels seus articles en la premsa; dimiteix com a degà el 1972 com a protesta i oposició als intents del Ministeri d'Educació de depurar per raons polítiques més de tres-cents professors i més de mil estudiants universitaris espanyols. El 1973 és el primer signant de la sol·licitud d'una Càtedra de Llengua i Cultura valencianes a la Universitat de València.
En el camp del Dret va ser catedràtic de Dret Mercantil de la Universitat de València, va exercir com a advocat i va ser conseller d'Estat, entre d'altres. La seua trajectòria política es va iniciar en la lluita contra el franquisme participant en diversos moviments democràtics valencians, com ara la Junta Democràtica del País Valencià, de la qual va ser president. Posteriorment es va integrar en la Taula de Forces Polítiques i Sindicals del País Valencià.
A finals de la dècada de 1970 Broseta s'erigia com una figura de consens per a la transició valenciana. Progressista i amb bones relacions amb elements de tot l'arc polític, era percebut com a independent tot i la seua col·laboració amb el president del Consell del País Valencià Josep Lluís Albinyana.
Broseta va proposar a Albinyana crear una força política de centre-esquerra i autonomista que comptara amb el suport de la banca valenciana, amb qui Broseta tenia bona relació. Es considera que la negativa d'Albinyana a portar endavant el projecte va possibilitar que Broseta fitxara per la Unió de Centre Democràtic.
Elegit senador en les llistes d'UCD per València en les eleccions generals espanyoles de 1979 per un estret marge de vots,, fou president de la Comissió d'Educació i Cultura del Senat d'Espanya va participar activament en el procés autonòmic valencià, tot abraçant el discurs anticatalanista del partit, i ja des de la Secretaria d'Estat per a les Administracions Territorials, entre 1980 i 1982, va desenvolupar una rellevant tasca en el procés de generalització de l'autonomia.
Va abandonar la política activa el 1982 i es dedicà en exclusiva al seu despatx professional i a la tasca docent en la Universitat de València. El 1991 va assumir la presidència del Consell de Cultura de la Ciutat de València. A principis de la dècada de 1990 va tornar a involucrar-se tímidament en política des de postures conciliadores i defensant el pacte lingüístic que portaria a la creació de l'Acadèmia Valenciana de la Llengua.
El 15 de gener de 1992, quan es dirigia a impartir les seues classes, va ser assassinat pel Comando Ekaitz de l'organització Euskadi Ta Askatasuna d'un tret al clatell a l'Avinguda Blasco Ibáñez de la ciutat de València. En el seu record l'Ajuntament de València va erigir una columna, rèplica de les que delimiten el claustre del carrer de la Nau, en el mateix lloc on va caure abatut, i en 2022 l'estació de metro més propera a l'atemptat va incloure el seu nom.